# 유존 (남곡후)
유존(劉尊, ? ~ ?)은 전한 말기의 제후로, 청하강왕의 증손이다.

## 행적
아버지 유강의 뒤를 이어 남곡후(南曲侯)에 봉해졌으나, 전한이 멸망하여 작위가 소멸되었다.

## 출전
- 반고, 《한서》 권15하 왕자후표 下

| 선대 아버지 남곡절후 유강 | 전한의 남곡후 ? ~ 8년 | 후대 (전한 멸망) |